# María Jesús Gil de Antuñano
María Jesús Fernández-Montes (Madrid, 28 de febrero de 1934) conocida profesionalmente como María Jesús Gil de Antuñano, al adoptar el apellido de su marido. Es la decana de los escritores gastronómicos españoles, en activo desde 1972, autora de numerosos libros y periodista en Telva, El País, Semana, Spain Gourmetour, Greca, Mi Casa, Prima, Única y casi todas las revistas gastronómicas del país.

## Trayectoria
Comenzó su carrera en 1972 como periodista gastronómica en la revista Telva. Allí ocupó el puesto de directora de la sección de gastronomía y creó la revista especializada Telva Cocina Fácil de la que fue directora. En 1989 inició una colaboración fija en Semana, donde ha publicado más de 40 libros en fascículos coleccionables semanales y donde se siguen reproduciendo sus recetas. 
Así mismo, ha sido colaboradora fija en El País Dominical durante 25 años y en numerosos medios como Spain Gourmetour, Prima, Greca, Única y Mi Casa, entre otros. En el año 2000 fue elegida académica de la Real Academia de Gastronomía.
Como experta culinaria ha impartido clases en prestigiosas escuelas de cocina nacionales e internacionales y ha pronunciado conferencias por toda España.
Formó parte del grupo de los periodistas  que impulsaron el movimiento de las nuevas cocinas y entrevistó a destacados chefs españoles y extranjeros, desde Juan Mari Arzak y Pedro Subijana a Girardet y Paul Bocuse.
Es viuda del abogado Agustín Gil de Antuñano, con el que tuvo cinco hijos.

## Obra[3]
- La Cocina de Hoy en España, Prólogo de Ferrán Adriá, Lid Editorial. Técnicas, recetas, trucos y más.[4]
- Repostería casera. Lid Editorial.
- El Buen Gusto de España, Ministerio de Agricultura de Gonzalo Sol, recetas y elaboración de las mismas
- Las Delicias del Cerdo de Ismael Díaz Yubero, elección y elaboración de las recetas.
- Cocina Fácil, Alianza Editorial
- Platos y vinos,  Alianza Editorial, con Custodio Zamarra
- A la Carta, Alianza Editorial.
- El Manual de Cocina, País Aguilar
- Cocina 100% Microondas, País Aguilar
- Técnicas de Cocina, Editorial Santillana
- Cuaderno de Recetas para el ama de casa, Ediciones Nobel, S.A.
- Menús Completos de María Jesús Gil de Antuñano,  País Aguilar
- Las Pastas, Las Legumbres, La Repostería, Postres con chocolate, Entradas Frías. Editorial Edisan
- Cereales, Carnes, País Aguilar
- Más ingenio que dinero (22 ediciones), Cocina Navideña, Cocina de Invierno, Ficheros Telva. Editorial Cónica

## Premios y reconocimientos
- Chevalier dans l´ordre du Merite agricole,  Ministère de L´Agriculture de la Republique Française (2012)[5]
- Gran Cruz de la Orden del Mérito Alimentario del Ministerio de Agricultura, Pesca y Alimentación (2007)[6]
- Premio Alimentos de España del Ministerio de Agricultura, Pesca y Alimentación (1997)
- Premio Nacional de Gastronomía a la mejor labor periodística durante 1994, concedido por la Academia de Gastronomía y la Cofradía de la Buena Mesa.
- Premio AMAVI (una vez que dejó de ser Vicepresidenta de la Asociación de Mujeres amigas del Vino)
- Premio de AMERC (Asociación Madrileña de Restauradores)
- Miembro de Honor de La cofradía del Cava
- Miembro de Honor de El Queso Manchego
- Miembro de Honor de El Queso de Pastor de Idiazábal
- Miembro de Honor de La Orden de Sabadiego)